# Vitale Candiano (Patriarch)
Vitale Candiano, auch Vitalis (* um 940; † um 1018), war von 967 bis zu seinem Tod Patriarch von Grado.

## Leben

### Herkunft
Vitale wurde um 940 geboren. Seine Mutter war Johanna, die erste Frau seines Vaters, des Dogen Pietro IV. Candiano, die dieser jedoch ins Kloster San Zaccaria schickte; für den Sohn sah er ein kirchliches Amt vor. Johanna erscheint in einem Dokument vom 26. August 963 als Äbtissin des besagten Klosters. Folgt man der Chronik des Andrea Dandolo, so könnte Vitale im selben Jahr Bischof von Grado geworden sein. Sein Vater heiratete, vielleicht um 964, erneut, nämlich Waldrada, die erhebliche Ländereien und Vermögen in die Ehe einbrachte.

### Erfolg im Streit mit dem Patriarchat Aquileia (bis 974)
Vitale war als Bischof von Grado mit den Auseinandersetzungen beschäftigt, die sich um die Rechte der Metropoliten von Grado und Aquileia drehten. Eine Synode in Mantua hatte diese Rechte Aquileias zwar 827 anerkannt, doch versuchte Grado diese im Rahmen der Ausdehnung der venezianischen Herrschaft ins Hinterland und nach Istrien zurückzugewinnen. Auf einer Synode, bei der Kaiser Otto I. anwesend war, erkannte Papst Johannes XIII. die Rechte der Gradenser Kirche als Patriarchensitz „totius Venecie“ an. Aus einem Privileg vom 2. Januar 968, das die römisch-deutschen Herrscher Otto I. und Otto II. gemeinsam ausstellten, und das die Gesandten Giovanni Contarini und der Diakon Giovanni Dento ausgehändigt erhielten, geht die Bestätigung dieser Rechte hervor. Das Privileg wurde am 2. April 974 von Otto II. nochmals bestätigt. Die Echtheit der Bestätigungen durch die nachfolgenden Päpste Silvester II. (999–1003) und Sergius IV. (1009–1012) wird bezweifelt, doch würde ihre Ausstellung in die Politik der Kaiser und damit des Vatikans passen.

### Sturz des Dogen, Flucht nach Sachsen (976), Rückkehr nach Venedig
971 signierte der Patriarch die promissio, die ein Verbot des Holz- und Waffenhandels mit den Sarazenen vorsah, wie es der byzantinische Kaiser Johannes Tzimiskes erzwungen hatte.
976 führte ein wohl von Pietro Orseolo geführter Aufstand, bei dem der Dogenpalast, drei Kirchen und 300 Häuser abbrannten, zur Ermordung des Dogen, seines jüngsten Sohnes Pietro sowie seiner Soldaten. Vitale floh nach Sachsen an den Kaiserhof. 
Erst mit der Wahl des Vitale Candiano – nicht zu verwechseln mit dem gleichnamigen Patriarchen – infolge der Flucht Pietro Orseolos, konnte er zurückkehren. Möglicherweise war der neue Doge sein Onkel. Eine reich ausgestattete Gesandtschaft versuchte, die Beziehungen zum Kaiserhof zu verbessern. Erfolgreicher war hierin eine weitere Gesandtschaft, bereits unter dem Dogen Tribuno Memo, einem kognatischen Verwandten, im Jahr 983.

### Patriarchensitz in Venedig, päpstliche Mahnschreiben, Bauten in Grado

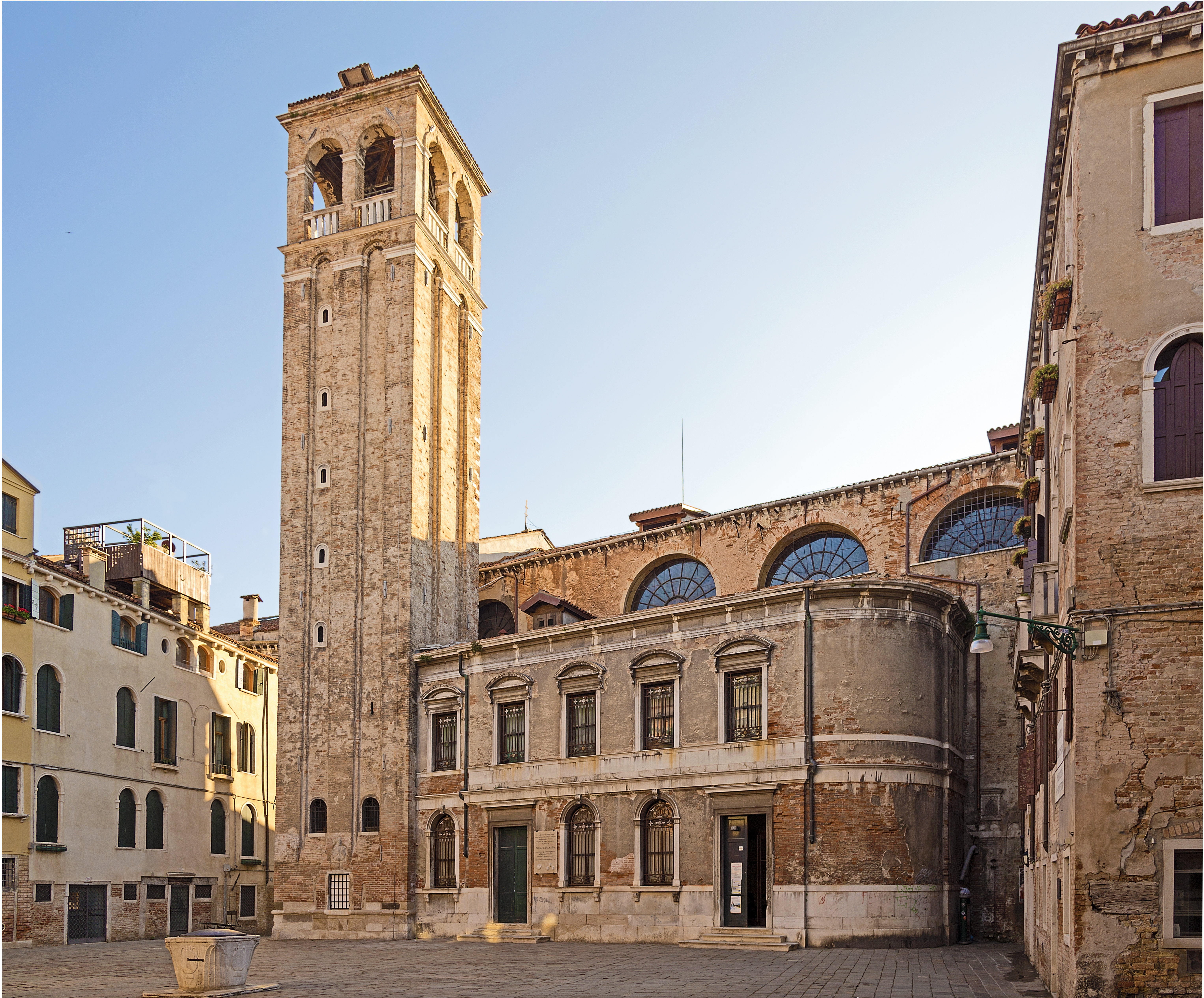
Die Kirche San Silvestro mit der Scuola della Santa Croce, fotografiert im Jahr 2014

989 erhielt Grado als Gabe die Kirche San Silvestro in Venedig. Sie wurde, nachdem sie durch Aussterben der Familie der Coloprini an den venezianischen Fiskus gegangen war, zum Sitz der Gradenser Patriarchen in der Stadt. Noch günstiger gestalteten sich die Beziehungen zum Dogen Pietro II. Orseolo, im Amt ab 991. 992 konsekrierte Vitale in Gegenwart dieses Dogen Domenico Gradonico zum Bischof von Torcello. 998 segnete er feierlich die Kriegsflotte, die Richtung Dalmatien fuhr, wo sich auch Besitztümer des Patriarchen befanden. Die Flotte legte einen Zwischenhalt in Grado ein, wo sie neben der Segnung eine Standarte der Heiligen Hermagoras und Fortunatus erhielt.
Papst Silvester II. monierte sowohl den Patriarchen (Saecularia iudicia) als auch den Dogen (Inter diversas) dem Zustand der Korruption im Klerus ein Ende zu setzen. Unbekannt ist mangels Quellen, in welcher Weise Patriarch und Doge darauf reagierten.
Vitale starb nach fünf Jahrzehnten der Patriarchenherrschaft, also um 1018, wenn man 967 als Wahljahr akzeptiert (der Doge und Geschichtsschreiber Andrea Dandolo schrieb ihm Mitte des 14. Jahrhunderts eine Amtsdauer von 50 Jahren zu). Den Dogen konnte er veranlassen, auch in Grado den Bau von Mauern und Türmen vorzunehmen, dann eines Dogenpalastes, aber auch die Ausstattung der Kirche Sant’Eufemia.